# دارك سكايز
دارك سكايز (أو سماوات مظلمة) هو فيلم من نوع رعب وخيال علمي أُصدر في 2013. الفيلم من إنتاج إنترتينمت وان ‏، ومن توزيع ديمينشن فيلمز، وهو من إخراج وسيناريو سكوت ستيوارت (مخرج).
حقق الفيلم 27.8 مليون دولار في جميع أنحاء العالم وتلقى آراء متباينة من النقاد، حيث أشاد الكثيرون بالأداء والفرضية والطموح، لكنهم انتقدوا السيناريو بسبب حبكته وشخصياته المشوشة.

## القصة
قصة الفيلم الرئيسية حول الحياة خارج الأرض.
عائلة باريت - الأم لاسي، الأب دانيال، الابن الأكبر جيسي، والابن الأصغر سامي - يقيمون في أحد شوارع الضواحي الهادئة في مدينة أمريكية غير مسماة. دانيال عاطل عن العمل حاليًا، مما يضع عبء إعالة الأسرة على لاسي، التي يعمل وكيلة عقارية. يتمتع ابناهما بعلاقة سعيدة ويتواصلان مع بعضهما البعض من سريريهما عبر جهاز الاتصال اللاسلكي. وهناك عدد من الأحداث الغريبة التي تصيب الأسرة. أثناء الليل تجري إعادة ترتيب محتويات المطبخ في تكوينات غريبة. ويتم إطلاق إنذار المنزل عندما يكتشف أنه جرى اختراق جميع نقاط الدخول في وقت واحد. ويعاني "سامي" من نوبة صرع أثناء تواجده في الحديقة، وتصاب "لاسي" بالصدمة عندما تصطدم مئات الطيور بالمنزل فجأة.

## طاقم التمثيل
- جي كي سيمونز
- كيري رسل
- داكوتا جويو
- تريفور سانت جون
- بريان ستيبانيك
- جوش هاميلتون

## الإنتاج
موسيقى الفيلم التصويرية كانت من تأليف Joseph Bishara ‏.

## وصلات خارجية
- دارك سكايز على موقع IMDb (الإنجليزية)
- دارك سكايز على موقع ميتاكريتيك (الإنجليزية)
- دارك سكايز على موقع روتن توميتوز (الإنجليزية)
- دارك سكايز على موقع نتفليكس (الإنجليزية)
- دارك سكايز على موقع قاعدة بيانات الأفلام العربية
- دارك سكايز على موقع ألو سيني (الفرنسية)
- دارك سكايز على موقع بوكس أوفيس موجو (الإنجليزية)
- دارك سكايز على موقع فيلمافينيتي (الإسبانية)
- دارك سكايز على موقع قاعدة بيانات الفيلم (الإنجليزية)
- دارك سكايز على موقع ليتربوكسد (الإنجليزية)